# Dicyphus tibialis
Dicyphus tibialis är en insektsart som beskrevs av Kelton 1980. Dicyphus tibialis ingår i släktet Dicyphus och familjen ängsskinnbaggar. Inga underarter finns listade i Catalogue of Life.